# 戏曲剧本

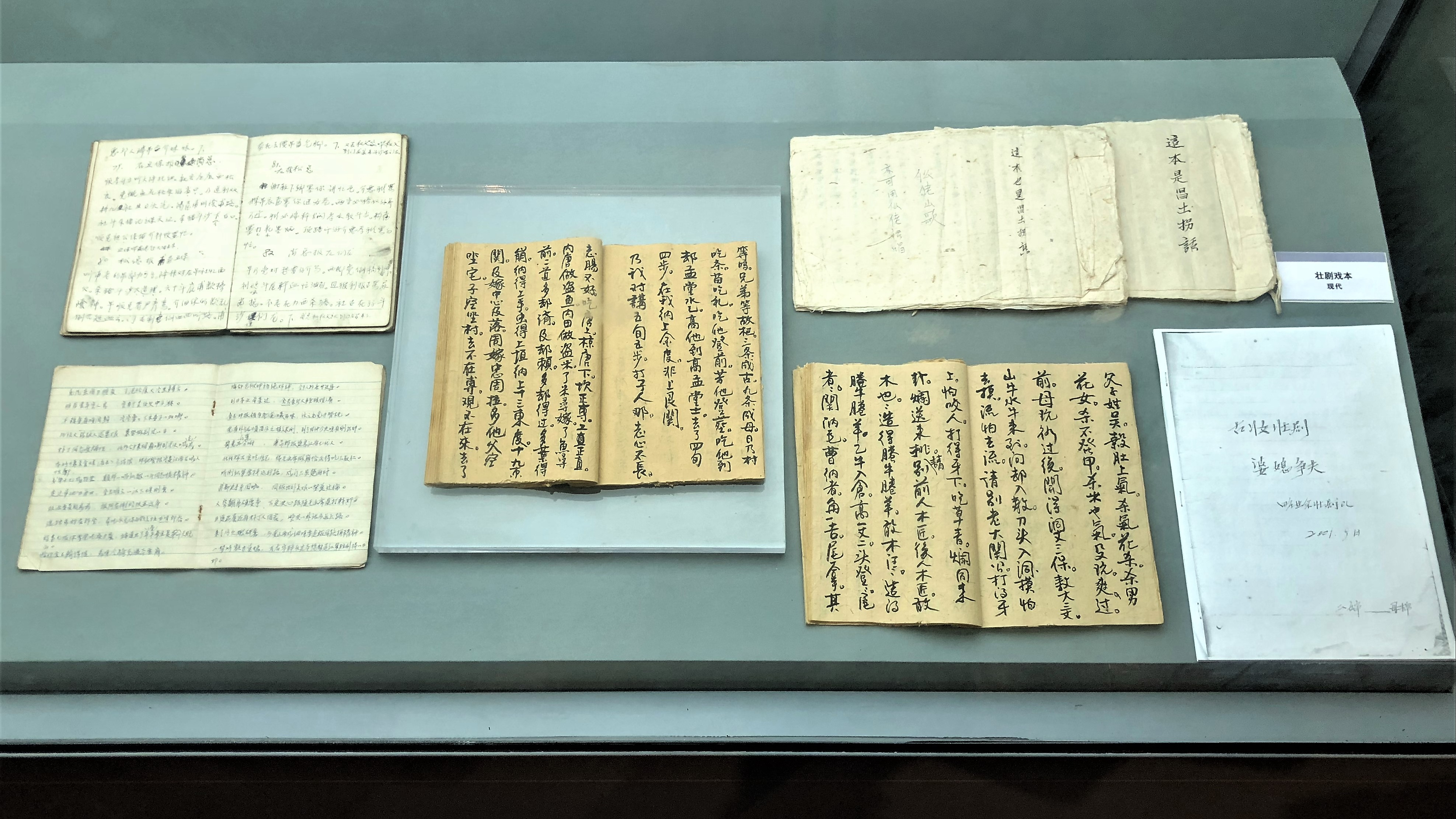
壮剧戏本

戏曲剧本是一种戏剧作品，通常主要由角色之间的对话组成，旨在进行戏剧表演，而不仅仅是阅读。创作戏曲剧本的人被称为剧作家。

## 特征
一出戏由人物和他们在舞台上所进行的动作组成。角色的动作通常以连锁反应来描述。换句话说，一个动作触发下一个动作，重复从开始一直持续到播放结束。但有些基于超现实主义世界观编写的戏剧，动作可能不会连续地发生。
编写戏曲剧本时，应按时间顺序实时描述在舞台上将会发生的动作（不是戏剧世界中的时间）。在大多数情况下，对话和写作用于描述动作。然而，在现实中，如何描述一场戏并没有严格的规定。
人物所说的话写在对话中，人物的出现/退出和动作都写在文字中。除此之外，还可以在文字中写明舞台的进展、舞台设备（美术）、音响效果、灯光效果、舞台指导等方面的说明。
戏剧在制作戏剧中起着蓝图的作用。导演、演员、工作人员和其他参与作品创作的人，在剧本的基础上形成了共同的目的、方向和完整的剧本形象。当然，不使用戏剧的即兴剧和基于即兴创作的集体创作剧不限于此。然而，即使在这种情况下，也可以准备进度剧本，并且可以稍后将进度剧本制作成剧本。

## 世界各地的戏曲剧本

### 欧美
在欧美地区，戏曲剧本通常指如舞台剧等在观众面前的任何舞台上表演和编写的戏剧剧本，而不是广播或制作成电影的剧本。这类型的戏曲剧本通常在剧院中进行表演（其中伦敦西区和纽约市的百老汇是英语世界中最高水平的商业剧院）。 

### 亚洲

#### 中国
自南宋以来，中国的戏曲发展渐趋成熟，更在民间广为流传，因此需要一套有效地编写戏曲剧本的体系。至元朝时，中国的戏曲剧本已囊括以下几项元素：
- 科（动作）
- 介（表情）
- 宾白（对白）
- 唱词（歌词）
- 脚色（角色）